# António Lobo Xavier
António Bernardo Aranha da Gama Lobo Xavier GOIH (Coimbra, Santa Cruz, 16 de outubro de 1959) é um advogado e político português.

## Biografia

### Percurso académico e profissional
Obteve a licenciatura em Direito, em 1982, e o mestrado em Ciências Jurídico-Económicas, em 1988, na Faculdade de Direito da Universidade de Coimbra.
Iniciou em 1983 a sua carreira como assistente da Faculdade de Direito da Universidade de Coimbra, onde se manteve até 1994. Desde então dedica-se exclusivamente à advocacia e à administração de empresas, que concilia com a atividade de analista político.
Dedicado ao Direito Fiscal, foi sócio das sociedades de advogados Osório de Castro, Verde Pinho, Vieira Peres, Lobo Xavier & Associados, entre 1989 e 2005, e depois da fusão desta, a Morais Leitão, Galvão Teles, Soares da Silva & Associados, desde 2006. Foi-lhe conferido o grau de advogado especialista em Direito Fiscal, pela Ordem dos Advogados Portugueses, em 2004.
Na área empresarial, é gestor de topo na Sonaecom e vogal (não executivo) do Conselho de Administração da Mota-Engil. Anteriormente foi membro do Conselho de Administração do Futebol Clube do Porto e da Cerâmica de Valadares.
Também faz parte dos órgãos de outras instituições particulares com fins públicos, sendo vogal da Direcção da Associação Comercial do Porto e dos conselhos de administração da Fundação de Serralves e da Fundação Belmiro de Azevedo. É Vogal da Administração da NOS.
Foi membro do Conselho Superior dos Tribunais Administrativos e Fiscais, entre 1986 e 1991, colaborador da Comissão de Reforma Fiscal, em 1988, e presidente da Comissão de Reforma Fiscal em 2012.
Integra o programa de comentário político Quadratura do Círculo, na SIC Notícias, desde 2004.

### Percurso público e político
Lobo Xavier foi militante da Juventude Centrista, aderindo em seguida ao Partido do Centro Democrático Social (atual CDS-PP).
Eleito deputado à Assembleia da República, em 1983, 1985, 1987, 1991 e 1995, disputou em 1992 a liderança do CDS a Basílio Horta e Manuel Monteiro, num congresso ganho por este último. A liderança de Monteiro atribuiu-lhe a presidência do Grupo Parlamentar do CDS-PP, entre 1992 e 1994.
Presidiu à Assembleia Municipal de Penafiel, igualmente eleito pelo CDS, desde 2005 até 2013.
Foi um dos principais signatários do Manifesto em Defesa da Língua Portuguesa Contra o Acordo Ortográfico de 1990, petição on-line que, entre Maio de 2008 (data do início) e Maio de 2009 (data da apreciação pelo Parlamento), recolheu mais de 115 mil assinaturas válidas.
Tomou posse a 7 de Abril de 2016 como Conselheiro de Estado, designado pelo atual Presidente da República Marcelo Rebelo de Sousa.
Em 2020, quer o CDS a apoiar a candidatura presidencial de Marcelo Rebelo de Sousa e disse-o com todas as letras: se Francisco Rodrigues dos Santos não o fizer deixará o partido.

## Condecorações
A 8 de Junho de 2012 foi agraciado com o grau de Grande-Oficial da Ordem do Infante D. Henrique.

## Família
Filho de Vasco de Assis Teixeira da Gama Lobo Xavier, sobrinho-neto do 1.º Conde de Felgueiras e sobrinho-bisneto do 2.º Visconde de Porto Covo da Bandeira e 2.º Conde de Porto Covo da Bandeira, e de sua mulher Maria Rita de Sacadura Botte Aranha Furtado de Mendonça.

### Casamento e descendência
Casou com Mafalda Maria Teixeira de Azevedo Bensusan, filha de Meir Abraham Buzaglo Bensusan (Gibraltar, 19 de Dezembro de 1923), Judeu Sefardita, e de sua segunda mulher Maria da Graça Veloso Teixeira de Azevedo, prima em 2.º grau de Fernando Ulrich e do pai de Daniela Ruah, e tem três filhas e um filho: Maria (1987), Mafalda Maria (1988), casada com Pedro Maria Fernandes Guimarães Lobato (15 de Junho de 1987), Maria Leonor (1992) e António Bernardo (1999) Bensusan da Gama Lobo Xavier.